# Ulica Kołowa w Warszawie

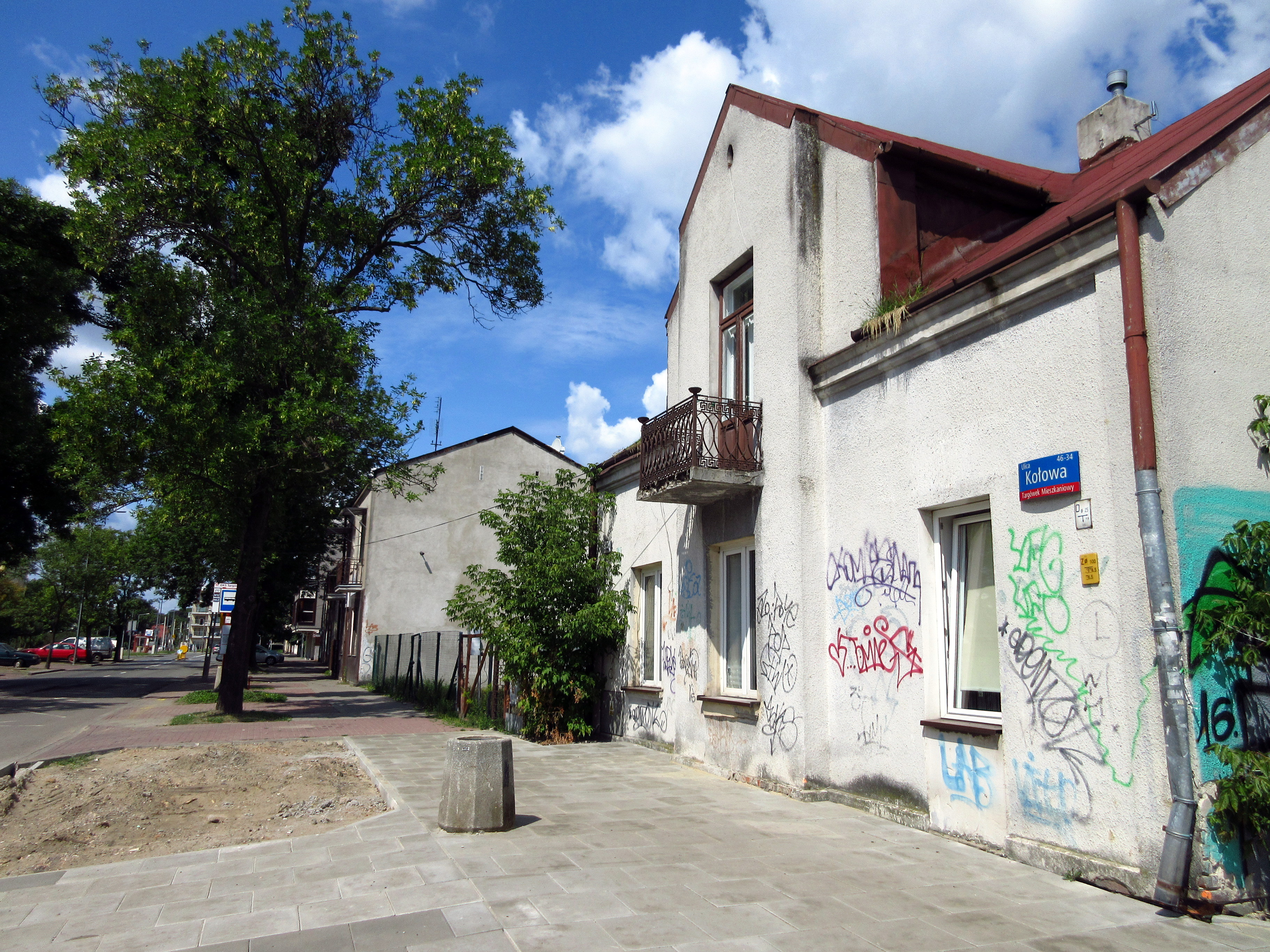
Ulica Kołowa u zbiegu z Handlową i Michała Ossowskiego. Widok w stronę ul. Gościeradowskiej.

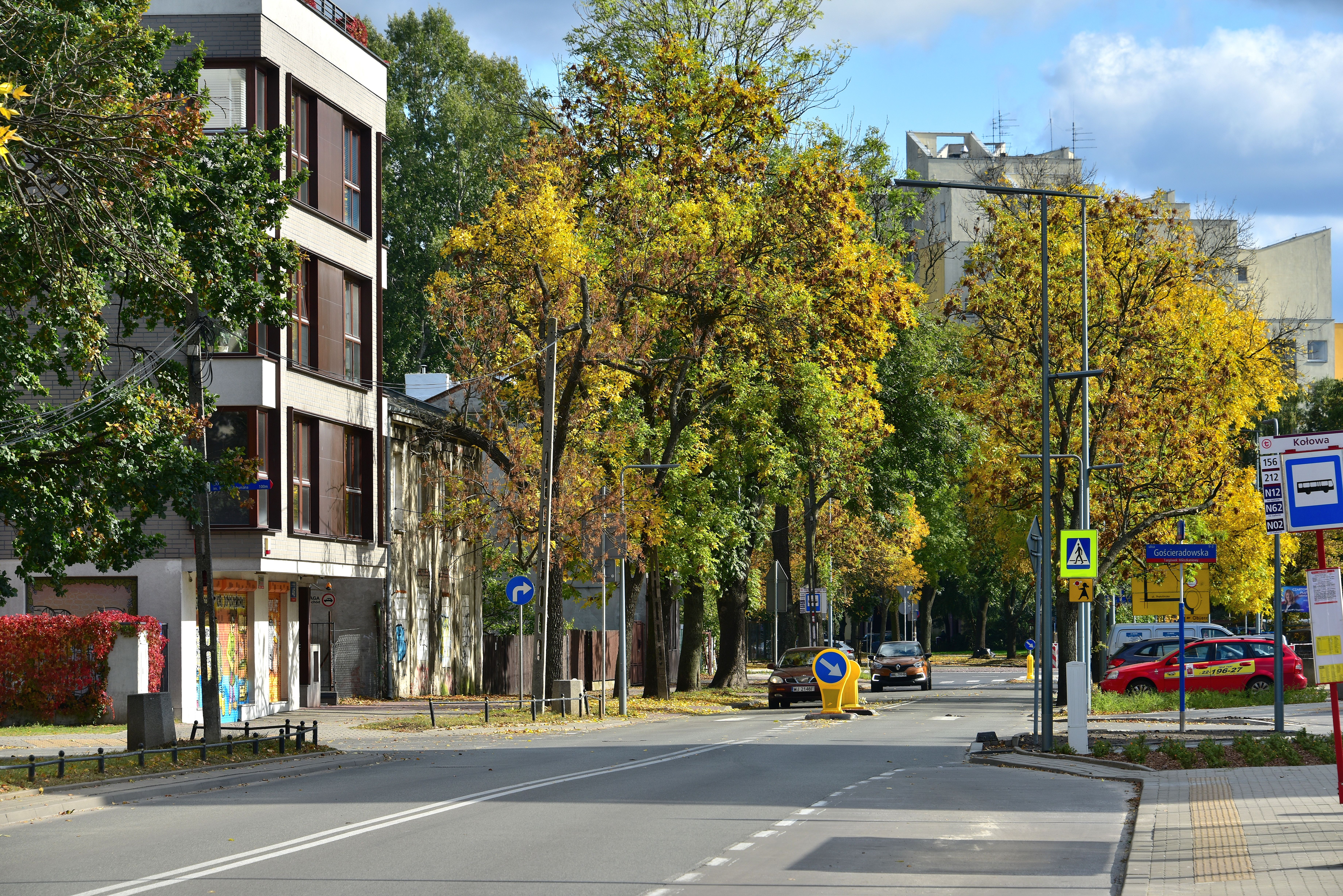
Ulica Kołowa na wysokości ul. Gościeradowskiej

Ulica Kołowa w Warszawie – jedna z ulic Targówka Mieszkaniowego biegnąca od skrzyżowania ulic św. Wincentego i Obwodowej do ulicy Prałatowskiej w parku im. Stefana Wiecheckiego „Wiecha”. 

## Historia
Pierwotnie była to droga gruntowa dawnej kolonii Jasiówka prowadząca od dzisiejszej ulicy św. Wincentego do Drogi Lampego (ul. Pratulińska). Przed I wojną światową obszar w rejonie dzisiejszego parku zajmowały podmokłe łąki i pastwiska.  Zagospodarował je częściowo jeden z kolonistów Karol Lampe urządzając prywatny park z wesołym miasteczkiem i sceną estradową (Ogród/Ogrody Lampego).
Obecna nazwa arterii pojawia się po raz pierwszy na planie Warszawy w 1919 roku.
W 1930 roku na Kołowej było 7 posesji, w 1939 roku 29.  Około 1932 roku na skrzyżowaniu Kołowej i Pratulińskiej wytyczono plac Horodelski, który miał być centralnym punktem dzielnicy. Parcelacja i zabudowa ulicy postępowała intensywnie zwłaszcza po uruchomieniu pierwszej linii tramwajowej do cmentarza Bródnowskiego w 1933 roku.
W okresie powojennym rozpoczęto zagospodarowanie arterii od strony placu Horodelskiego. W 1952 roku założono Dzielnicowy Klub Sportowy "Targówek", który w 1965 roku został rozbudowany o boisko i salę sportową. W latach 1953−1956 wzniesiono Dom Kultury Targówek. Budowa obiektu była jednym z tematów filmu dokumentalnego Kazimierza Karabasza "Gdzie diabeł mówi dobranoc". W 1975 roku gmach zajął Teatr na Targówku (od 1987 roku Teatr Rampa). W latach 1961–1963 na obszarze pomiędzy Kołową, Pratulińską, Handlową i Tadeusza Korzona urządzono park, rozszerzany od 1996 roku i zmodernizowany w latach 2001-2002.
W 1977 roku arteria została przecięta dzielnicową obwodnicą, w tym okresie wzniesiono bloki mieszkalne naprzeciwko teatru i klubu sportowego. W związku z powojenną przebudową Targówka zlikwidowano większość dawnej zabudowy arterii. Zachowano jedynie przedwojenny ciąg domów i kamieniczek na odcinku pomiędzy ulicami: Handlową i św. Wincentego (strona parzysta).